# (176884) Jallynsmith
(176884) Jallynsmith est un astéroïde de la ceinture principale.

## Description
(176884) Jallynsmith est un astéroïde de la ceinture principale. Il fut découvert le 29 octobre 2002 à l'observatoire d'Apache Point par le programme Sloan Digital Sky Survey. Il présente une orbite caractérisée par un demi-grand axe de 2,74 UA, une excentricité de 0,03 et une inclinaison de 8,1° par rapport à l'écliptique.

## Compléments